# Battenberg-Affäre
Als Battenberg-Affäre bezeichnet man den von 1881 bis 1888 andauernden Konflikt am deutschen Kaiserhof um die in Erwägung gezogene Verheiratung der Prinzessin Viktoria mit Alexander von Battenberg. Prinzessin Viktoria war die Tochter des späteren deutschen Kaiserpaares Friedrich III. und Kaiserin Victoria, die zu Beginn des Konfliktes noch als Kronprinzenpaar ohne jeglichen politischen Einfluss waren. Reichskanzler Otto von Bismarck konnte die Heirat verhindern, die seine pro-russische Politik erheblich gefährdet hätte.
Alexander von Battenberg war der zweitälteste Sohn aus der morganatischen Ehe von Alexander von Hessen-Darmstadt mit Julia Hauke. Als ein Kandidat für den bulgarischen Thron gesucht wurde, wurde er auf Vorschlag seines Onkels, dem Zaren Alexander II. als Fürst von Bulgarien eingesetzt, der sich von ihm eine entschieden prorussische Politik erwartete. Als er diese Erwartung nicht erfüllte, wurde Fürst Alexander 1886 von seinem Cousin Zar Alexander III. zur Abdankung gezwungen. Die preußische Prinzessin Viktoria war in den gutaussehenden Fürst Alexander seit Beginn der 1880er Jahre verliebt; ihre Mutter Victoria von Sachsen-Coburg und Gotha und ihre Großmutter Augusta von Sachsen-Weimar-Eisenach begrüßten beide diese mögliche Verbindung. Otto von Bismarck sah dagegen in dieser geplanten Verbindung eine Gefährdung seiner pro-russischen Politik und setzte letztlich bei Wilhelm I. ein Verbot der Verbindung durch. Der Streit mit dem Kronprinzenpaar um die Verheiratung von Prinzessin Viktoria führte letztlich dazu, dass Wilhelm I. seinen Sohn und Thronfolger überging und seinen Enkel Wilhelm II. damit betraute, den preußischen Hof auf Staatsreisen zu vertreten. Nachdem Kronprinz Friedrich Wilhelm 1888 seinem Vater Wilhelm I. auf dem deutschen Kaiserthron nachfolgte, eskalierte die Affäre ein zweites Mal. Die vor allem von Kaiserin Victoria gewünschte Verbindung wurde letztendlich nicht realisiert, weil Otto von Bismarck mit Rücktritt drohte und auch die Mutter der deutschen Kaiserin, die britische Königin Victoria, diese davon überzeugen konnte, dass die Verbindung wenig vorteilhaft war.